# HD53851
HD53851 — хімічно пекулярна зоря спектрального класу B9, що має видиму зоряну величину в смузі V приблизно  7,6.
Вона  розташована на відстані близько 1048,7 світлових років від Сонця.

## Пекулярний хімічний вміст
Зоряна атмосфера HD53851 має підвищений вміст 
Si
.